# Quinto Marcio Tremulo
Quinto Marcio Tremulo  (latino : Quintus  Marcius Tremulus) (fl. IV-III secolo a.C.) è stato un politico e generale romano.

## Biografia
Fu eletto console nel 306 a.C., con il collega Publio Cornelio Arvina. Durante il suo primo consolato Tremulo affrontò gli Ernici e gli abitanti di Anagni, battendoli facilmente e conquistando la città. In questo modo riuscì a portare assistenza al suo collega impegnato nel Sannio. Al suo arrivo fu attaccato improvvisamente dai Sanniti, ma Cornelio Arvina giunse in suo soccorso ed insieme ottennero una brillante vittoria sul nemico. Cornelio Arvina rimase nel Sannio, mentre Tremulo tornò a Roma, dove celebrò il trionfo sugli Ernici e Anagnini;  una statua equestre a lui dedicata fu eretta nel foro davanti al tempio di Castore.
Fu console per la seconda volta nel 288 a.C..